# فلاديمير فوسكوبوينيكوف
فلاديمير فوسكوبوينيكوف (بالإستونية: Vladimir Voskoboinikov)‏ (مواليد 2 فبراير 1983 في تالين) لاعب كرة قدم إستوني دولي يجيد اللعب في خط الهجوم . يلعب حاليا لصالح نادي نيفتشي باكو الأذربيجاني منذ 2010 .

## روابط خارجية
- فلاديمير فوسكوبوينيكوف على موقع اتحاد إستونيا (الإنجليزية)
- فلاديمير فوسكوبوينيكوف على موقع قاعدة بيانات كرة القدم.إي يو (الإنجليزية)
- فلاديمير فوسكوبوينيكوف على موقع ناشيونال فوتبول تيمز (الإنجليزية)
- فلاديمير فوسكوبوينيكوف على موقع Soccerway.com (الإنجليزية)
- فلاديمير فوسكوبوينيكوف على موقع عالم كرة القدم.نت (الإنجليزية)